# Bandera budista
La bandera budista és una bandera dissenyada a finals del segle xix com a símbol universal del budisme. És utilitzat pels budistes de tot el món. i simbolitza, paral·lelament, pau i fe. La bandera va ser hissada per primera vegada el 1885 a Colombo, Sri Lanka.
Posteriorment, el coronel Henry Steel Olcott, periodista dels Estats Units fundador i primer president de la Societat Teosòfica, en va proposar modificacions, les quals en darrer terme van ser adoptades.

## Història
Va ser dissenyada el 1880 pel Comitè Colombo, a Colombo (Sri Lanka), format per les següents persones:
- Ven. Hikkaduwe Sri Sumangala Thera - President
- Ven. Migettuwatte Gunananda Thera
- Don Carolis Hewavitharana, pare d'Anagarika Dharmapala
- Andiris Perera Dharmagunawardhana, avi matern d'Anagarika Dharmapala
- William de Abrew
- Charles A. de Silva
- Peter de Abrew
- H. William Fernando
- N. S. Fernando
- Carolis Pujitha Gunawardena - Secretària

## Significat
Els cinc colors representats, fan al·lusió als que van emanar del cos de Buda quan va assolir la il·luminació.
- El blau, que va emanar del cabell de Buda, simbolitza la «Compassió Universal» per tots els éssers vius.
- El groc, que va irradiar la seva pell, simbolitza el «Camí mig» que porta al balanç i alliberació.
- El vermell, irradiat de la seva carn, representa la benedicció de les ensenyances de Buda.
- El blanc, que es va desprendre dels ossos i dents de Buda, simbolitza l'alliberació i puresa de les seves ensenyances; la puresa del Dharma.
- El taronja, que va emanar de les seves palmelles, talons i llavis, representa la inviolable «Saviesa de les ensenyances de Buda»

Els colors en el seu conjunt, simbolitzen la veritat que, segons els seus seguidors, contenen els ensenyaments de Buda.